# 伯納德·馮內古特
伯納德·馮內古特（英語：Bernard Vonnegut，1914年8月29日—1997年4月25日）是一名美國大氣科學家，因發現碘化銀可有效地用於人工降雨以產生雨雪而備受讚譽。他是美國小說家庫爾特·馮內古特的哥哥。

## 早年生活
馮內古特出生於印第安那州印第安納波利斯，祖父是一代美籍德裔移民老克萊門斯·馮內古特，父親是建築師老庫爾特·馮內古特，是馮內古特、賴特與耶格爾事務所的合夥人，母親是伊迪絲·索菲亞·利伯（Edith Sophia Lieber）。他的名字源於他的祖父伯納德·馮內古特一世，他是馮內古特與博恩事務所的創始人之一。他曾就讀於印第安納波利斯的帕克都鐸學校，1936年獲得麻省理工學院化學學士學位，1939年獲得物理化學博士學位。

## 職業生涯

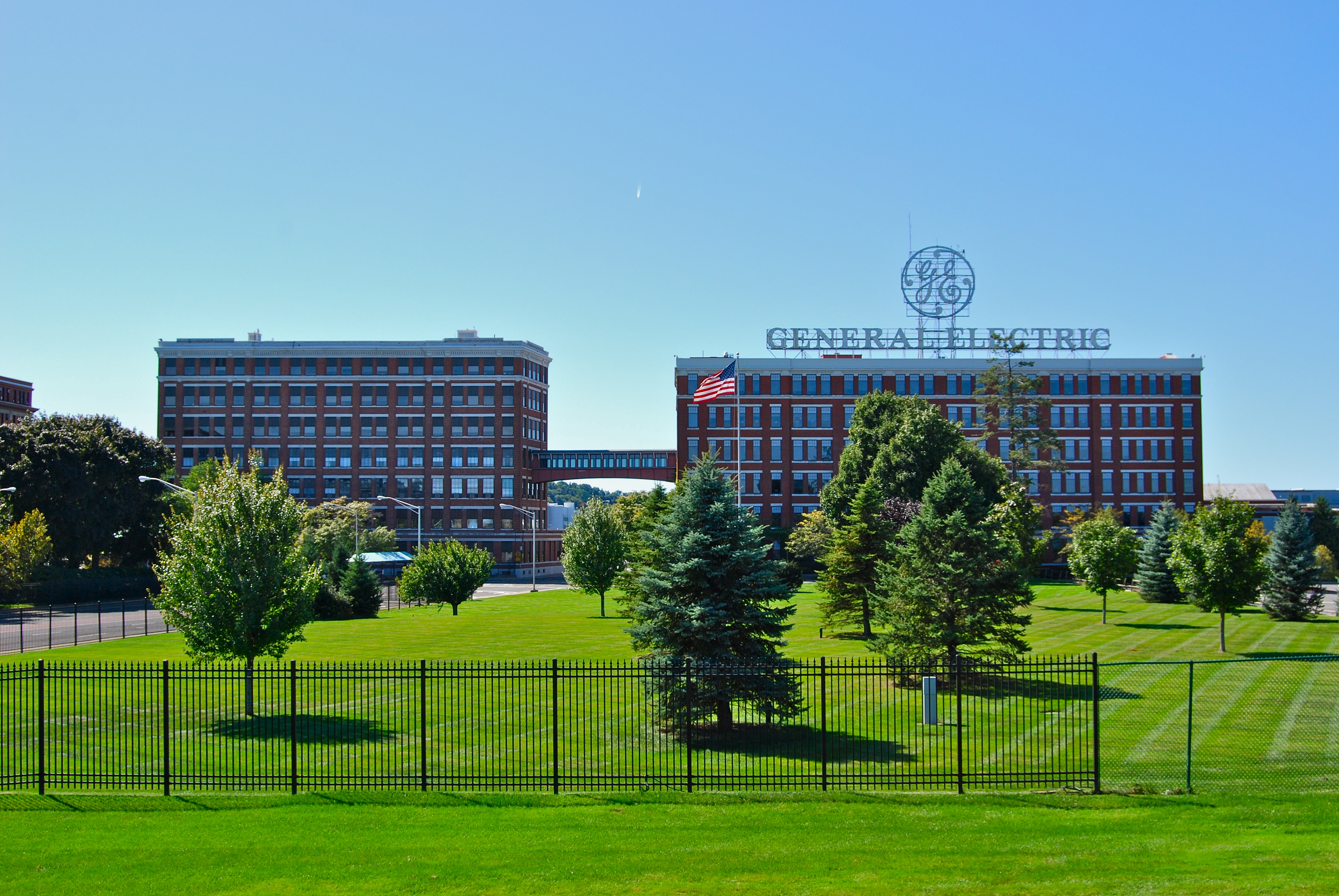
通用電器研究實驗室

1945年，馮內古特開始在紐約州斯克内克塔迪的通用電器研究實驗室工作。1946年11月14日，他在那裡發現碘化銀可用作成核劑，為雲層播種。雲種子是指在雲中加入大量成核劑，以促進冰晶的形成。這一過程的目的是讓雲產生雨或雪。造雨和造雪公司仍在使用碘化銀作為雲種子的成核劑。
1952年，馮內古特離開通用電氣，進入理特諮詢公司工作。1967年，馮內古特成為紐約州立大學奧爾巴尼分校大氣科學教授。1985年退休後，他被任命為名譽教授。在他的職業生涯中，馮內古特積累了28項專利。
1997年，他因論文「用拔毛雞來測量龍捲風的風速」而獲得搞笑諾貝爾獎氣象學獎。

## 個人生活
他與露易絲·鮑勒·馮內古特（Lois Bowler Vonnegut）結婚，育有五個兒子。她於1972年去世。
1997年4月25日，他因癌症在紐約州奧爾巴尼的聖彼得醫院去世，享壽82歲。
他的弟弟庫爾特·馮內古特在自己的一些作品中暗指伯納德的作品，其中最著名的是《貓的搖籃》。

## 外部連結
- Genealogical Biography with photo
- Professional biography - University at Albany website
- Bernard Vonnegut's obituary （页面存档备份，存于）, The New York Times, April 27, 1997
- Bernard Vonnegut在互联网电影资料库（IMDb）上的資料（英文）